# 클리블랜드 크루세이더스
| 클리블랜드 크루세이더스 | |
| 디비전                  | 이스트 디비전 (1972년~1976년)                                                                           |
| 설립연도                | 1972년                                                                                                  |
| 해체연도                | 1976년                                                                                                  |
| 역사                    | 캘거리 브롱코스 (1972년) 클리블랜드 크루세이더스 (1972년~1976년) 미네소타 파이팅 세인츠 (1976년~1977년) |
| 경기장                  | 클리블랜드 아레나 콜리시엄 앳 리치필드                                                                  |
| 연고지                  | 오하이오주 클리블랜드                                                                                   |
| 상징색                  | 하양, 보라                                                                                              |
| 구단주                  | - |
| 단장                    | - |
| 감독                    | - |
| 애브코 월드 트로피      | - |
| 시즌 우승               | - |
| 디비전 우승             | - |
| 영구 결번               | - |

클리블랜드 크루세이더스(Cleveland Crusaders)는 1972년부터 1976년까지 오하이오주 클리블랜드를 연고지로 하는 WHA 소속 아이스 하키팀이다.
1976년 연고지를 미네소타주 세인트폴 (미네소타 파이팅 세인츠)로 이전했다.

## 역대 홈경기장
| 경기장                  | 사용기간      | 수용인원 | 장소                  | 비고 |
| ----------------------- | ------------- | -------- | --------------------- | ---- |
| 클리블랜드 크루세이더스 |               |          |                       |      |
| 클리블랜드 아레나       | 1972년~1974년 | 9,900명  | 오하이오주 클리블랜드 | 빈칸 |
| 콜리시엄 앳 리치필드    | 1974년~1996년 | 18,544명 | 오하이오주 리치필드   | 빈칸 |